# Vaccin împotriva difteriei
Vaccinul împotriva difteriei reprezintă un vaccin utilizat împotriva Corynebacterium diphtheriae, agentul ce declanșează difteria. Între anii 1980 și 2000, utilizarea acestuia a dus la o scădere de peste 90% a numărului de cazuri la nivel mondial. Se recomandă utilizarea a trei doze inițiale, după care eficiența acestuia este de aproximativ 95%. Această imunizare durează aproximativ 10 ani, în decursul cărora va fi nevoie de o vaccinare de rapel. Procesul de imunizare poate începe la vârsta de șase săptămâni, cu doze administrate ulterior, la fiecare patru săptămâni.
Vaccinul împotriva difteriei este foarte sigur. Reacțiile adverse semnificative sunt rare. Pot apărea dureri la locul injectării. La locul injectării se poate forma o umflătură care durează câteva săptămâni. Vaccinul poate fi administrat atât pe timpul sarcinii, cât și celor persoane cu un sistem imunitar scăzut.
Câteva combinații de vaccinuri sunt utilizate pentru a preveni difteria. Acestea includ anatoxină tetanică (cunoscută sub numele de dT sau vaccin DT) și vaccinul tetanic și pertussis, cunoscut sub numele de vaccin DPT. Organizația Mondială a Sănătății îl recomandă încă din anul 1974. Aproximativ 84% din populația lumii este vaccinată. Se administrează sub formă de injecție intramusculară. Vaccinul trebuie păstrat la rece, dar nu congelat.
Vaccinul împotriva difteriei a fost dezvoltat în 1923. Acesta se află pe Lista medicamentelor esențiale a Organizației Mondiale a Sănătății, ce reprezintă cea mai importantă medicație necesară într-un sistem de sănătate.